# Katherine Stewart-Jones
Katherine Stewart-Jones (* 5. Mai 1995 in Ottawa, Ontario) ist eine kanadische Skilangläuferin.

## Werdegang
Stewart-Jones startete im Januar 2013 in Thunder Bay erstmals im Nor-Am-Cup und belegte dabei den 13. Platz über 10 km Freistil. Bei den Nordischen Junioren-Skiweltmeisterschaften 2013 in Liberec kam sie auf den 58. Platz über 5 km Freistil, auf den 45. Platz im Skiathlon und auf den 25. Platz im Sprint. Ihre besten Resultate bei den Nordischen Junioren-Skiweltmeisterschaften 2014 im Fleimstal waren der 15. Platz im Sprint und der zehnte Rang mit der Staffel. Im folgenden Jahr errang sie bei den Nordischen Junioren-Skiweltmeisterschaften 2015 in Almaty den 14. Platz im Skiathlon und den zehnten Platz mit der Staffel. In der Saison 2015/16 kam sie im Nor-Am-Cup fünfmal auf den dritten und einmal auf den zweiten Platz und erreichte damit den fünften Platz in der Gesamtwertung. Im Januar 2016 debütierte sie in Planica im Skilanglauf-Weltcup und belegte dabei den 54. Platz im Sprint. Zu Beginn der Saison 2016/17 holte sie im Verfolgungsrennen in Rossland ihren ersten Sieg im Nor Am Cup. Zudem wurde sie dort Dritte im Sprint. Im Januar 2017 belegte sie beim Nor Am Cup in Whistler ebenfalls den dritten Platz im Sprint. Bei den U23-Weltmeisterschaften 2017 in Soldier Hollow errang sie den 27. Platz über 10 km Freistil, den 24. Platz im Sprint und den 21. Platz im Skiathlon. Ihre besten Platzierungen bei den nordischen Skiweltmeisterschaften 2017 in Lahti waren der 36. Platz über 10 km klassisch und der zehnte Rang mit der Staffel. Zum Saisonende kam sie beim Weltcup-Finale in Québec auf den 58. Platz und beim Nor Am Cup und zugleich den kanadischen Meisterschaften in Canmore den dritten Platz im Sprint. Sie erreichte damit den zweiten Platz in der Gesamtwertung des Nor Am Cups. In der Saison 2017/18 errang sie im Nor-Am-Cup zweimal den zweiten und zweimal den dritten Platz. Im März 2018 wurde sie in Thunder Bay kanadische Meisterin im 30-km-Massenstartrennen und erreichte den siebten Platz in der Gesamtwertung des Nor-Am-Cups.
In der Saison 2018/19 gewann sie mit jeweils drei ersten und dritten Plätzen und fünf zweiten Plätzen die Gesamtwertung des Nor-Am-Cups. Ihre besten Ergebnisse bei den nordischen Skiweltmeisterschaften 2019 in Seefeld in Tirol waren der 28. Platz im 30-km-Massenstartrennen und der 12. Rang mit der Staffel. Auch in der folgenden Saison gewann sie mit drei ersten, zwei zweiten und einen dritten Platz, die Gesamtwertung des Nor-Am-Cups. Zudem siegte sie beim Alpencup in Pragelato über 5 km Freistil und holte bei der Skitour mit dem 29. Platz ihre ersten Weltcuppunkte. Ihre besten Resultate bei den nordischen Skiweltmeisterschaften im folgenden Jahr in Oberstdorf waren der 23. Platz im 30-km-Massenstartrennen und der neunten Rang mit der Staffel. In der Saison 2021/22 holte sie zwei Siege im Nor-Am-Cup und nahm bei den  Olympischen Winterspielen 2022 in Peking an fünf Rennen teil. Ihre besten Ergebnisse dabei waren der 23. Platz im Skiathlon und der neunte Rang mit der Staffel.

## Siege bei Continental-Cup-Rennen
| Nr. | Datum             | Ort         | Disziplin                    | Serie                        |
| --- | ----------------- | ----------- | ---------------------------- | ---------------------------- |
| 1.  | 18. Dezember 2016 | Rossland    | 10 km Verfolgung klassisch 1 | Nor-Am-Cup                   |
| 2.  | 17. März 2018     | Thunder Bay | 30 km klassisch Mst. 2       | Nor-Am Cup                   |
| 3.  | 9. Dezember 2018  | Vernon      | 10 km klassisch              | Nor-Am Cup und US Super Tour |
| 4.  | 19. Januar 2019   | Sherbrooke  | 10 km klassisch              | Nor-Am Cup                   |
| 5.  | 20. Januar 2019   | Sherbrooke  | 20 km Freistil Mst.          | Nor-Am Cup                   |
| 6.  | 13. Dezember 2019 | Gatineau    | Sprint klassisch             | Nor-Am Cup                   |
| 7.  | 14. Dezember 2019 | Gatineau    | 5 km Freistil                | Nor-Am Cup                   |
| 8.  | 15. Dezember 2019 | Gatineau    | 10 km klassisch              | Nor-Am Cup                   |
| 9.  | 19. Januar 2020   | Pragelato   | 5 km Freistil                | Alpencup                     |
| 10. | 8. Januar 2022    | Canmore     | 10 km klassisch              | Nor-Am Cup                   |
| 11. | 9. Januar 2022    | Canmore     | 15 km Freistil               | Nor-Am Cup                   |

## Teilnahmen an Weltmeisterschaften und Olympischen Winterspielen

### Olympische Spiele
- 2022 Peking: 9. Platz Staffel, 12. Platz Teamsprint klassisch, 23. Platz 15 km Skiathlon, 30. Platz 30 km Freistil Massenstart, 36. Platz 10 km klassisch

### Nordische Skiweltmeisterschaften
- 2017 Lahti: 10. Platz Staffel, 35. Platz 10 km klassisch, 39. Platz 15 km Skiathlon, 40. Platz 30 km Freistil Massenstart, 58. Platz Sprint Freistil
- 2019 Seefeld in Tirol: 12. Platz Staffel, 28. Platz 30 km Freistil Massenstart, 39. Platz 15 km Skiathlon, 40. Platz Sprint Freistil, 51. Platz 10 km klassisch
- 2021 Oberstdorf: 9. Platz Staffel, 23. Platz 30 km klassisch Massenstart, 28. Platz 15 km Skiathlon, 41. Platz Sprint klassisch
- 2023 Planica: 8. Platz Staffel, 25. Platz 15 km Skiathlon, 27. Platz 10 km Freistil, 28. Platz 30 km klassisch Massenstart
- 2025 Trondheim: 9. Platz Staffel, 27. Platz 10 km klassisch, 47. Platz 20 km Skiathlon

## Platzierungen im Weltcup

### Weltcup-Statistik
Die Tabelle zeigt die erreichten Platzierungen im Einzelnen.
- 1.–3. Platz: Anzahl der Podiumsplatzierungen
- Top 10: Anzahl der Platzierungen unter den ersten zehn
- Punkteränge: Anzahl der Platzierungen innerhalb der Punkteränge
- Starts: Anzahl gelaufener Rennen in der jeweiligen Disziplin
- Hinweis: Bei den Distanzrennen erfolgt die Einordnung gemäß FIS.

| Platzierung               | Distanzrennen a | Distanzrennen a | Distanzrennen a | Distanzrennen a | Distanzrennen a | Skiathlon Verfolgung | Sprint | Etappen- rennen b | Gesamt | Team c | Team c  |
| Platzierung               | ≤ 5 km          | ≤ 10 km         | ≤ 15 km         | ≤ 30 km         | > 30 km         | Skiathlon Verfolgung | Sprint | Etappen- rennen b | Gesamt | Sprint | Staffel |
| ------------------------- | --------------- | --------------- | --------------- | --------------- | --------------- | -------------------- | ------ | ----------------- | ------ | ------ | ------- |
| 1. Platz                  |                 |                 |                 |                 |                 |                      |        |                   |        |        |         |
| 2. Platz                  |                 |                 |                 |                 |                 |                      |        |                   |        |        |         |
| 3. Platz                  |                 |                 |                 |                 |                 |                      |        |                   |        |        |         |
| Top 10                    |                 |                 | 1               | 1               |                 | 1                    |        |                   | 3      | 1      | 3       |
| Punkteränge               |                 | 19              | 1               | 12              | 2               | 11                   | 11     | 3                 | 59     | 4      | 6       |
| Starts                    |                 | 35              | 2               | 13              | 3               | 19                   | 34     | 5                 | 111    | 4      | 6       |
| Stand: Saisonende 2024/25 |                 |                 |                 |                 |                 |                      |        |                   |        |        |         |

### Weltcup-Gesamtplatzierungen
| Saison  | Gesamt | Gesamt | Distanz | Distanz | Sprint | Sprint |
| Saison  | Punkte | Platz  | Punkte  | Platz   | Punkte | Platz  |
| ------- | ------ | ------ | ------- | ------- | ------ | ------ |
| 2019/20 | 6      | 108.   | -       | -       | -      | -      |
| 2020/21 | 36     | 64.    | 35      | 42.     | 1      | 84.    |
| 2021/22 | 20     | 79.    | 20      | 51.     | -      | -      |
| 2022/23 | 564    | 36.    | 390     | 20.     | 36     | 77.    |
| 2023/24 | 264    | 58.    | 210     | 38.     | 54     | 64.    |
| 2024/25 | 624    | 31.    | 468     | 19.     | 6      | 117.   |